# Campagna di Aden
La campagna di Aden si svolse tra il novembre 1914 e il novembre 1918 nell'ambito dei più vasti eventi del teatro mediorientale della prima guerra mondiale. La campagna si svolse nell'attuale Yemen sud-occidentale, che all'epoca era diviso in due possedimenti periferici dell'Impero britannico e dell'Impero ottomano: il primo controllava il piccolo possedimento di Aden ed aveva esteso la sua influenza nell'entroterra tramite una serie di accordi di protettorato con alcuni sultanati locali; il secondo controllava la parte settentrionale della regione come "Vilayet dello Yemen", anche se il dominio degli ottomani era avversato dalle popolazioni locali.
Dopo la dichiarazione di guerra del Regno Unito all'Impero ottomano il 5 novembre 1914, le ostilità furono aperte anche nello Yemen, con i britannici che occuparono il piccolo avamposto ottomano di Cheikh Saïd all'imboccatura dello stretto di Bab el-Mandeb. Nel luglio 1915 invece furono gli ottomani a passare all'offensiva, occupando il Sultanato di Lahej, alleato dei britannici, e respingendo in disordine un contrattacco della guarnigione di Aden; l'arrivo di rinforzi consentì alle forze britanniche di consolidare la loro posizione nei pressi del villaggio di Sheikh Othman, mettendo in sicurezza gli approcci ad Aden e i rifornimenti idrici della città. Per il resto del conflitto la situazione si mantenne in stallo, con i britannici trincerati attorno a Sheikh Othman e gli ottomani attorno a Lahej, con una vasta terra di nessuno in mezzo; i due schieramenti ingaggiarono ancora scaramucce e incursioni, ma senza impegnarsi in offensive su vasta scala, vista la scarsità delle forze a disposizione.
Il fronte davanti ad Aden rimase statico fino agli ultimi giorni di guerra: dopo la stipula dell'armistizio di Mudros il 30 ottobre 1918 tra l'Impero ottomano e gli Alleati, la notizia della fine della guerra giunse lentamente anche nello Yemen, portando alla capitolazione delle locali forze ottomane entro il dicembre dello stesso anno.

## Antefatti

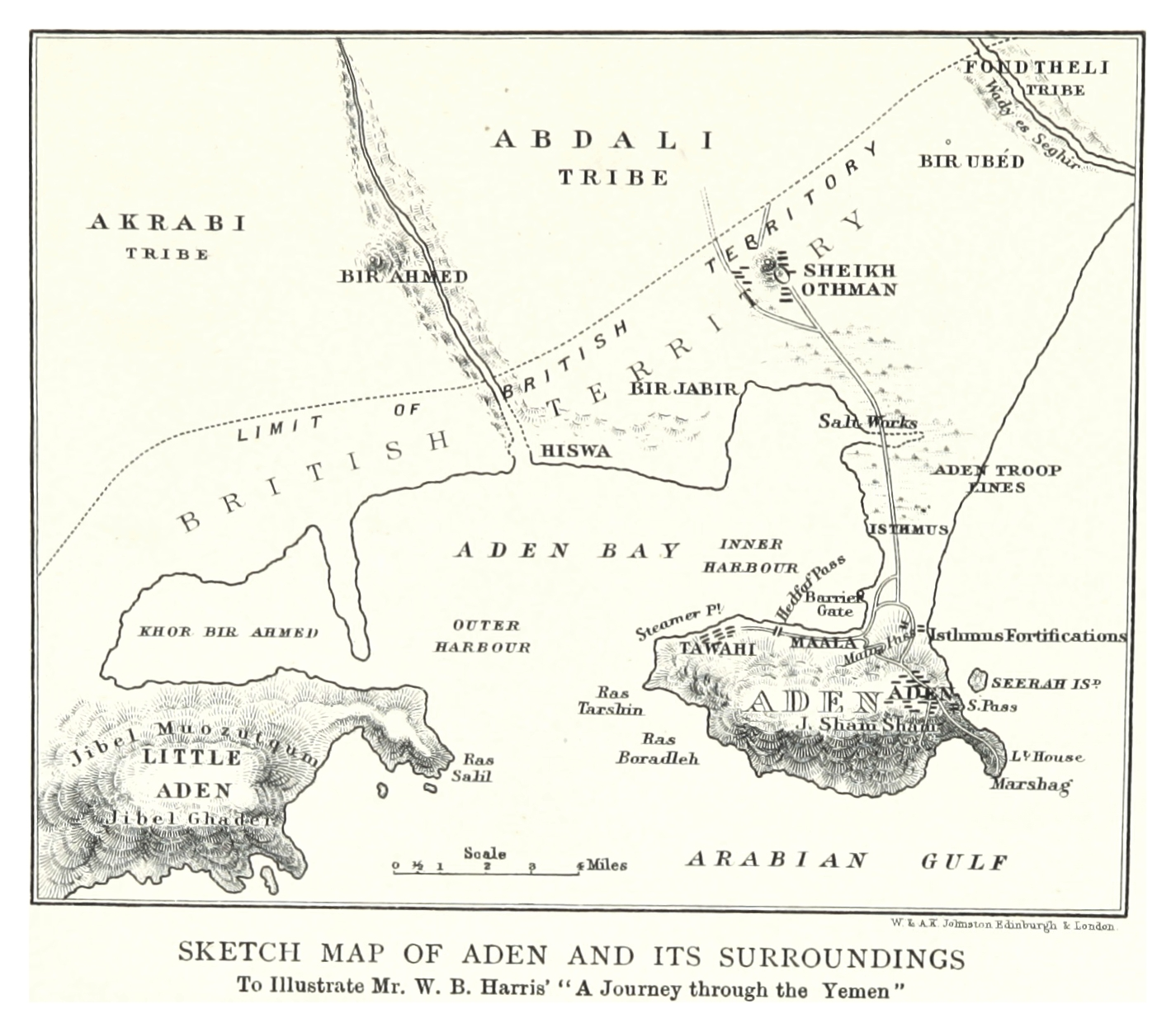
Carta del possedimento britannico di Aden nel 1893

Nel novembre 1838 truppe della Compagnia britannica delle Indie orientali sbarcarono nei dintorni di Aden e ne occuparono il porto e le sue immediate vicinanze, strappandolo al controllo del locale Sultanato di Lahej. La mossa costituiva più che altro un tentativo di porre fine agli attacchi dei pirati locali ai danni delle navi della Compagnia, e nei decenni seguenti Aden rimase un dominio britannico alquanto negletto: designato come "Insediamento di Aden", il possedimento era amministrato come una dipendenza periferica della Presidenza di Bombay. L'importanza dell'insediamento iniziò però a crescere a partire dal 1869, con l'apertura del Canale di Suez: posta alla congiunzione tra il Mar Rosso e il Golfo di Aden, porta per l'accesso all'oceano Indiano, Aden iniziò allora a rivestire una certa importanza strategica come punto di transito e stazione di rifornimento sulla nuova rotta navale che collegava il Regno Unito ai suoi possedimenti nell'India britannica; l'apertura del canale risvegliò tuttavia anche nell'Impero ottomano l'attenzione per le lontane contrade dell'Arabia meridionale.
I primi tentativi di penetrazione ottomana in quello che è il moderno Yemen settentrionale datavano almeno al XVI secolo, ma erano sempre stati respinti, nel corso di una serie di conflitti, dalle popolazioni locali, fedeli alla confessione dello zaydismo (una variante dell'islam sciita) e fedeli solo ai loro imam (i Rassidi). L'espansione ottomana nello Yemen riprese con più vigore dopo la metà del XIX secolo, portando infine all'occupazione delle città di Sana'a e Taʿizz e all'istituzione, nel 1872, del Vilayet dello Yemen; il mantenimento di questo possedimento richiese comunque ulteriori campagne per fronteggiare le periodiche rivolte delle tribù yemenite, anche se la situazione si stabilizzò nel 1911, quando l'imam zaydita Yahya Muhammad Hamid ed-Din siglò un trattato di pace, accettando la dominazione ottomana sulle aree costiere della Tihama in cambio di una certa autonomia per le regioni dell'interno. Con gli ottomani che si espandevano verso sud nello Yemen, i britannici iniziarono a temere per il loro controllo su Aden: verso la fine del XIX secolo il governo di Londra avviò quindi una serie di trattative per giungere ad accordi di protettorato con il coacervo di sultanati e sceiccati che punteggiava l'entroterra dello Yemen meridionale a nord e ad est di Aden; più che con il fine di espandere l'area di controllo britannica in Arabia meridionale, questa mossa era volta a creare una fascia di sicurezza che tenesse il più lontano possibile gli ottomani dai confini dell'Insediamento di Aden. Dopo alcune scaramucce di frontiera, nel 1902 britannici e ottomani aprirono trattative diplomatiche per la definizione dei confini delle rispettive zone di controllo nello Yemen, arrivando a un accordo in tal senso nel 1904.
Nell'agosto 1914 l'Insediamento di Aden si estendeva sui due lati della baia di Aden. Il centro del possedimento era la penisola rocciosa che si protendeva verso sud lungo il lato orientale della baia, non più ampia di 24 miglia quadrate in totale e collegata a nord da uno stretto istmo alle regioni desertiche dell'interno: l'abitato di Aden sorgeva sulla costa nord-orientale della penisola, mentre sulla costa nord-occidentale, dal lato opposto dell'istmo, si trovava l'insediamento di Tawahi (Steamer Point per i britannici). A nord dell'istmo, il terreno desertico saliva gradualmente fino a una serie di alture nei pressi dell'insediamento di Sheikh Othman, da cui partiva il principale acquedotto che riforniva Aden di acqua potabile; per incrementare il rifornimento idrico, i britannici avevano poi installato tre condensatori di vapore a Steamer Point. Subito a nord di Sheik Othman si estendeva il territorio del Sultanato di Lahej, il cui sovrano aveva accettato i trattati di protezione offerti dal Regno Unito; più a nord di esso iniziava il territorio sotto dominio ottomano. Dall'Insediamento di Aden dipendeva amministrativamente anche la piccola isola di Perim, occupata dai britannici nel 1856: collocata 100 miglia più a ovest di Aden, l'isola era situata in una posizione strategica, sorgendo proprio in mezzo allo stretto di Bab el-Mandeb (lo sbocco meridionale del Mar Rosso). In mezzo ai due possedimenti britannici sorgeva un avamposto ottomano, un piccolo forte costruito sulla penisola di Cheikh Saïd lungo la sponda orientale dello stretto di Bab el-Mandeb.

## Forze in campo

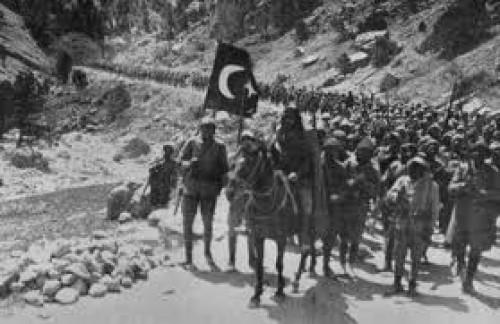
Una colonna di soldati ottomani in marcia nell'entroterra yemenita nel 1911

Il 4 agosto 1914 il Regno Unito dichiarò guerra all'Impero tedesco, facendo quindi il suo ingresso nella guerra mondiale da poco iniziata. A quella data, nonostante la sua importanza strategica, Aden disponeva di una ridotta guarnigione militare, consistente in due battaglioni di fanteria (uno britannico e uno del British Indian Army) supportati da un distaccamento di Royal Engineers e una troop di cavalleria forte di non più di 100 uomini; la guarnigione schierava tre compagnie di artiglieria costiera statica della Royal Garrison Artillery, ma non disponeva di artiglieria campale o da montagna per operazioni mobili. Il comandante della guarnigione militare britannica rivestiva anche il ruolo di governatore del possedimento, con il titolo di Political Resident, rispondendo del suo operato alla Presidenza di Bombay e quindi al governo dell'India britannica; dal 1910 il Political Resident designato era il generale di brigata James Alexander Bell, ma nel 1914 le sue funzioni erano esercitate in loco dal tenente colonnello Jacobs.
I britannici avevano poche notizie certe circa la consistenza delle forze turche schierate nello Yemen: le ultime informazioni disponibili risalivano a un'ispezione condotta da alcuni funzionari britannici nel 1905, durante la missione per la delimitazione dei confini tra i rispettivi possedimenti. Il Vilayet dello Yemen era presidiato allo scoppio della guerra dal VII Corpo d'armata ottomano (7. Kolordu) al comando del generale Ahmed Tevfik Alpsoy; il corpo metteva in campo due divisioni di fanteria: la 39ª Divisione del colonnello Ali Sait Akbaytogan, con sede a Taʿizz, e la 40ª Divisione del colonnello Hüseyin Ragıp Bey, schierata lungo la costa della Tihama. In totale gli ottomani avevano circa 14000 uomini nello Yemen, anche se solo un terzo di essi poteva essere sottratto ai compiti di guarnigione e impiegato in operazioni mobili; anche così, gli ottomani godevano di un leggero vantaggio numerico sul presidio britannico di Aden.

## La campagna

### L'apertura delle ostilità

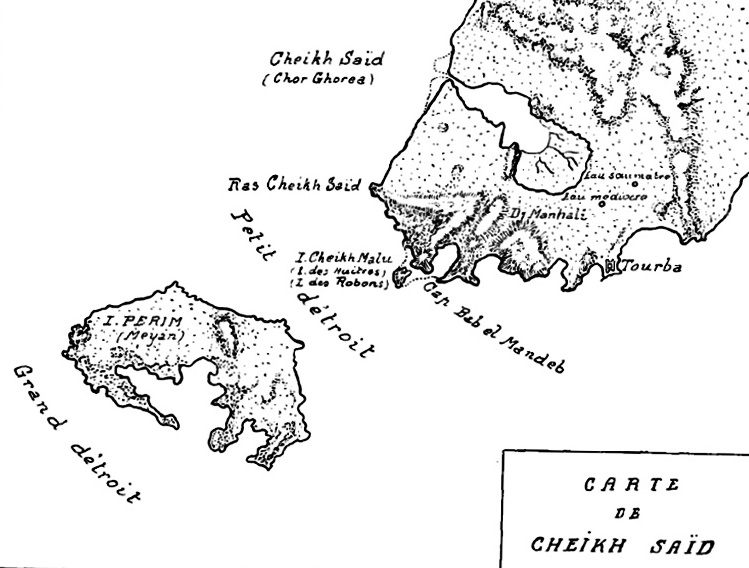
L'isola di Perim e la penisola di Cheikh Saïd in una carta dell'epoca

Allo scoppio delle ostilità tra Regno Unito e Germania nell'agosto 1914, l'Impero ottomano si mantenne ufficialmente neutrale, al punto che i britannici richiamarono da Aden il battaglione britannico lì schierato (il 1st Battalion del Royal Irish Rifles) per impiegarlo in Europa. I britannici tuttavia diffidavano della posizione del governo di Costantinopoli, a causa dei solidi legami militari ed economici tra l'Impero e i tedeschi; in effetti, il 2 agosto 1914 tedeschi e ottomani avevano siglato un trattato di alleanza segreto che impegnava i secondi a entrare in guerra a fianco della Germania non appena questa si fosse trovata in conflitto con l'Impero russo. Divisioni in seno al governo ottomano ritardarono l'applicazione del trattato ma, dopo aver dato ospitalità a navi da guerra tedesche, il 29 ottobre la flotta ottomana lanciò una serie di attacchi ai principali porti russi nel Mar Nero, aprendo le ostilità; il 1º novembre la Russia dichiarò quindi guerra all'Impero ottomano, seguita il 5 novembre dai suoi alleati britannici e francesi.
La guarnigione di Aden fu messa in stato di allerta il 29 ottobre: gli ordini riguardavano in particolare la necessità di presidiare gli accessi al Mar Rosso, difendendo il possesso dell'isola di Perim e mantenendo sotto controllo i movimenti degli ottomani nella penisola di Cheikh Saïd. Come misura tampone, un distaccamento del 1st Battalion, Lancashire Fusiliers, fu inviato da Karachi ad Aden per rinforzare la guarnigione; il comandante delle forze britanniche in Egitto, generale John Grenfell Maxwell, offrì la 28th Indian Brigate del generale George Younghusband come rinforzo per Aden, ma decise di rinviare il suo trasferimento nel possedimento. Piuttosto, il comando britannico decise di consolidare la posizione di Perim, occupando con le truppe della 29th Indian Brigade del generale Vaughan Cox, in trasferimento in Egitto e il cui convoglio si trovava in quei giorni a transitare proprio per Aden, l'avamposto ottomano di Cheikh Saïd. Supportate dal fuoco dell'incrociatore corazzato HMS Duke of Edinburgh, le truppe anglo-indiane sbarcarono a Cheikh Saïd il 10 novembre e sconfissero la piccola guarnigione ottomana al termine di un breve scontro; sul posto venne catturato un significativo ammontare di rifornimenti militari e, dopo aver distrutto il fortino ottomano, la forza anglo-indiana fu reimbarcata per proseguire il viaggio verso l'Egitto. La cattura di Cheikh Saïd avvenne fondamentalmente senza consultare le autorità di Aden, le quali criticarono apertamente la mossa: l'attacco aveva realizzato poco sul piano militare, mentre sul piano politico aveva indispettito le autorità locali yemenite, le quali vi videro un atto di aggressione al loro territorio. La risposta si vide ai primi di gennaio 1915, quando l'imam zaydita Yahya Muhammad inviò una colonna di guerrieri ad attaccare e saccheggiare la cittadina di al-Bayda', parte del territorio del protettorato britannico.
Il 26 novembre 1914 il maggior generale D. G. L. Shaw arrivò ad Aden per assumere l'incarico di comandante della guarnigione, affiancando il colonnello Jacobs, che mantenne il ruolo di Political Resident. Come il suo predecessore Jacobs, Shaw propose di rafforzare la protezione del possedimento fornendo armi e finanziamenti alle tribù arabe dell'interno, ostili al dominio ottomano; furono avviati contatti in particolare con Muhammad ibn Ali al-Idrisi, un leader arabo che aveva recentemente strappato agli ottomani il controllo delle zone interne dell'Asir, a nord dello Yemen, fondandovi un proprio potentato (l'Emirato idriside di Asir): un trattato fu rapidamente stipulato per fornire fucili, munizioni e denaro agli arabi di Asir in cambio della loro collaborazione nella lotta contro i comuni nemici ottomani. Shaw migliorò inoltre le difese fisse di Aden, rafforzate dall'arrivo nel novembre 1914 di un battaglione di fanteria britannico (il 4th Battalion del South Wales Borderers, un'unità del Territorial Army) che si andò ad aggiungere al battaglione indiano già presente (il 126th Baluchistan Infantry); le difese del porto furono migliorate e vennero impiantate nuove batterie di proiettori da ricerca, mentre nuove fortificazioni campali furono realizzate sulla costa dell'isola di Perim; un battaglione anglo-indiano del 108th Infantry fu inoltre inviato a occupare senza colpo ferire l'isola di Kamaran, lungo la costa settentrionale dello Yemen. Il grosso dei lavori di difesa fu tuttavia concentrato nei dintorni della stessa Aden, trascurando il suo entroterra e in particolare la posizione avanzata di Sheikh Othman: il generale Shaw, evidentemente, ritenne sufficiente come misura difensiva l'aver inviato nel Sultanato di Lahej una missione di ufficiali britannici per addestrare le truppe locali all'impiego delle armi moderne appena fornite.

### La battaglia di Lahej

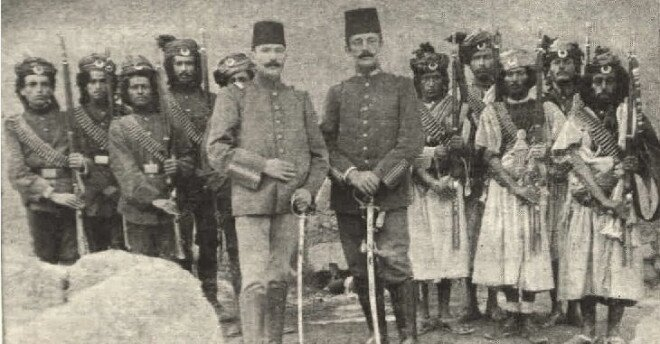
Due ufficiali turchi con un gruppo di miliziani yemeniti

Nei primi mesi del 1915 il comando britannico di Aden iniziò a ricevere varie notizie circa movimenti di truppe ottomane ai confini del possedimento; provenienti per gran parte da informatori arabi, questi rapporti furono bollati come poco credibili e vennero ignorati. Il comando fu inoltre distratto da alcuni incidenti verificatisi nel maggio 1915 nelle unità indiane, frutto probabilmente della propaganda anti-coloniale arrivata in qualche modo ai soldati: tali episodi furono rapidamente repressi e si rivelarono in definitiva solo dei casi isolati. La situazione iniziò a mutare alla metà di giugno, quando la guarnigione di Perim riferì di aver sventato un tentativo di attacco degli ottomani: una dozzina di dau, carichi di armati, aveva tentato di attraversare lo stretto braccio di mare che separava l'isola dalla costa yemenita, ma era stata respinta dal fuoco delle truppe anglo-indiane. Circa nello stesso periodo nuove voci riferirono di un concentramento di truppe ottomane alla frontiera del Sultanato di Lahej, e per quanto scettico sulla loro fondatezza Shaw decise di inviare la sua cavalleria a investigare; il 29 giugno il generale fu quindi informato che una forza turca aveva attraversato il confine e stava avanzando senza incontrare resistenza.
Abile diplomatico, il colonnello Ali Sait Akbaytogan aveva passato i mesi precedenti a tessere contatti e alleanze con le tribù yemenite insediate sui due lati della frontiera, reclutando guerrieri irregolari per irrobustire le sue forze e garantendosi la neutralità di quelli che avrebbero dovuto essere gli alleati locali dei britannici. La colonna ottomana si mosse seguendo il corso del torrente Wadi Tuban, una delle poche fonti d'acqua della regione: una direttrice d'avanzata ovvia, ma che i britannici non avevano presidiato in alcun modo. Il 1º luglio le forze turche entrarono nel Sultanato di Haushabi senza incontrare alcuna opposizione e due giorni dopo sbaragliarono con facilità una forza di guerrieri del Sultanato di Lahej che tentava di ostacolare loro il passaggio.
Con la stessa città di Lahej a rischio di essere occupata, il 4 luglio Shaw inviò fuori da Aden una colonna mobile di circa 1000 effettivi tra britannici del South Wales Borderers e indiani del 126th Baluchistan, al comando del colonnello Jacobs. Alla colonna fu ordinato di procedere a marce forzate attraverso il deserto senza piste, affrontando le temperature infernali della piena estate yemenita; i cammellieri arabi che trasportavano i rifornimenti disertarono, portandosi via le scorte di acqua, e la colonna iniziò a disintegrarsi mentre sempre più uomini collassavano per il caldo o si rifiutavano di proseguire. Il grosso della colonna non riuscì ad andare molto più in là di Sheikh Othman e solo un pugno di soldati britannici raggiunse Lahej, unendosi al distaccamento di soldati indiani già presente in loco e ai pochi guerrieri del sultano che non avevano ancora disertato; gli ottomani sferrarono quindi un attacco in forze da nord nel pomeriggio, iniziando subito a infiltrarsi attraverso il perimetro difensivo. Combattimenti anche corpo a corpo per le vie della città proseguirono per tutta la notte, mentre gli anglo-indiani venivano progressivamente respinti verso sud; alla fine a Jacobs non restò altro che ordinare la ritirata generale, raccogliendo strada facendo i brandelli sparsi della colonna di rinforzo. Il colonnello puntava a stabilire una posizione di blocco a Sheikh Othman, ma la logistica dei britannici era completamente collassata e alla fine il 5 luglio Jacobs ordinò una ritirata generale alla volta di Aden. La spedizione si era risolta in un disastro: poco più di 50 uomini erano stati uccisi in combattimento, ma altri 30 erano morti per colpi di calore durante la marcia e molti non erano più in condizione di combattere; il South Wales Borderers, completamente privo di addestramento ed equipaggiamento adatto al deserto, si ritrovò con 94 uomini ricoverati in ospedale e il resto degli effettivi classificato come impiegabile solo in compiti statici.

### La battaglia di Sheikh Othman
La rotta dei britannici fu tale che la posizione di Sheikh Othman fu abbandonata in mano agli ottomani senza combattere, nonostante la sua importanza strategica: non solo perché da lì partiva l'acquedotto che riforniva Aden, ma anche perché eventuali pezzi d'artiglieria appostati su queste alture potevano colpire le navi presenti in porto. Vi erano poche possibilità che i turchi potessero sferrare un attacco alla stessa Aden, visto che il fuoco dei cannoni delle navi della Royal Navy avrebbe trasformato in un massacro qualsiasi tentativo di attraversare lo stretto istmo che collegava la penisola alla terraferma, ma anche così gli ufficiali britannici presenti in città si fecero prendere dal panico e ordinarono di allestire delle postazioni da "ultima resistenza" a Steamer Point. La situazione migliorò solo quando, l'8 luglio, il generale George Younghusband sbarcò ad Aden con i rinforzi. Younghusband, che rimpiazzò immediatamente il destituito Shaw alla guida della guarnigione, era accompagnato da parte del 108th Infantry indiano, mentre il 9th Gorkha Rifles venne fatto scendere ad Aden dalla nave da trasporto Teesta in rotta per Suez; pochi giorni dopo arrivarono anche il generale Charles Henry Uvedale Price, che rimpiazzò Jacobs come nuovo Political Resident, e il resto della 28th Indian Brigade di Younghusband, unitamente a due batterie di artiglieria campale britanniche.
Younghusband stabilizzò rapidamente la situazione e portò subito una ventata di ottimismo. Il 16 luglio il generale riferì al governo dell'India che la situazione ad Aden era calma, le truppe pronte a combattere e che la posizione di Sheikh Othman, vitale per garantire i rifornimenti di acqua alla città, poteva essere ripresa con un rapido assalto; per riconquistare Lahej, invece, Younghusband riteneva necessario disporre di una forza minima di due brigate completamente equipaggiate. La controffensiva britannica prese quindi il via nelle prime ore del 21 luglio; le truppe di testa espugnarono rapidamente le alture di Sheikh Othman e il 51st Sikhs (Frontier Force) respinse con decisione un contrattacco degli ottomani. Le forze turche furono colte completamente di sorpresa e vennero messe in rotta; i britannici le inseguirono con decisione, fermandosi solo quando il caldo rese insopportabile continuare a marciare. Younghusband ordinò subito di trincerare la posizione e di riparare i danni inflitti all'acquedotto; nel giro di ventiquattr'ore l'acqua iniziò a rifluire con regolarità ad Aden.

### Lo stallo

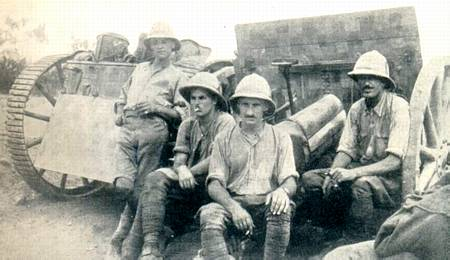
Artiglieri britannici in postazione a Sheikh Othman nel 1915

Consolidata la posizione, i britannici sospesero ogni ulteriore attacco, anche perché il governo dell'India non voleva destinare altre truppe al fronte di Aden; Younghusband lasciò quindi il comando al generale Price e rientrò in Egitto con il grosso della 28th Brigade. La posizione avanzata di Sheikh Othman venne fortificata e i britannici stabilirono intorno agli accessi ad Aden un perimetro ad arco con reticolati di filo spinato e postazioni di vedetta, disposti in modo da tenere la città e il porto fuori dal raggio di tiro dell'artiglieria nemica. I genieri britannici costruirono una ferrovia leggera per connettere Aden a Sheikh Othman, unitamente a una nuova linea telefonica tra le due città; furono migliorate le condutture che portavano l'acqua da Sheikh Othman a Steamer Point, mentre nuovi condensatori e fortificazioni campali furono realizzati sull'isola di Perim. Contemporaneamente, anche gli ottomani si attestarono in posizione difensiva, allestendo un perimetro trincerato attorno a Lahej; tra Lahej e Sheikh Othman sorse quindi una terra di nessuno ampia circa sei miglia, dove entrambi i contendenti inviavano pattuglie di ricognizione, tendevano agguati o muovevano la propria artiglieria per compiere brevi bombardamenti delle postazioni nemiche.
Per il dicembre 1915 entrambi i belligeranti avevano completato le proprie opere fortificate e si erano conformati alla più stretta guerra di trincea. Secondo stime britanniche, gli ottomani del colonnello Ali Sait Akbaytogan avevano attorno a Lahej circa 4000 regolari turchi e 600 irregolari arabi, supportati da 19 cannoni e sette mitragliatrici; le forze del generale Price a Sheikh Othman ammontavano a 500 britannici e 3000 indiani. La staticità del fronte non comportò del tutto la cessazione di azioni su vasta scala: nel settembre 1915, ad esempio, una colonna mobile di truppe anglo-indiane lasciò Sheikh Othman per attaccare le postazioni turche nei pressi dei villaggi di Assela e Waht; uno scontro breve ma aspro vide i britannici prevalere in una fase iniziale, salvo venire ributtati indietro dal fuoco dell'artiglieria turca, per poi ripiegare con successo su Sheikh Othman respingendo i tentativi di inseguimento del nemico. Un nuovo scontro si verificò nel gennaio 1916, quando una colonna anglo-indiana assaltò le postazioni turche del villaggio di Hatum: ancora una volta i britannici ottennero un successo iniziale, salvo venire contrattaccati con successo dagli ottomani, ripiegando quindi con ordine sulle posizioni di partenza; lo scontro causò circa 200 perdite agli ottomani, mentre le perdite degli anglo-indiani furono inferiori ai 50 uomini. Colonne mobili anglo-indiane compirono sortite quasi giornaliere da Sheikh Othman per tutto il periodo compreso tra aprile e maggio 1916, ma da giugno l'arrivo delle alte temperature estive portò a una sostanziale stasi delle operazioni, con i pattugliamenti affidati solo a piccole sezioni di cavalleria; le operazioni delle colonne mobili ripresero in dicembre, quando gli anglo-indiani forzarono i turchi ad abbandonare i villaggi di Jabil e Hatum e a ripiegare sulle fortificazioni di Lahej.
La scarsa portata delle operazioni offensive britanniche dipendeva anche dagli ordini che il comando di Aden riceveva dai suoi superiori del governo dell'India. Il generale Price chiese più volte il permesso di condurre operazioni offensive nello Yemen, ma ottenne sempre un netto rifiuto e l'ordine di limitarsi a mantenere le posizioni acquisite. Nel 1916 Price, caduto ammalato, fu sostituito come Political Resident dal maggior generale James Marshall Stewart, ma la situazione non cambiò sostanzialmente: nonostante lo scoppio nel giugno 1916 di una grande rivolta araba sostenuta dai britannici nell'Hegiaz, che di fatto tagliava fuori le forze ottomane nello Yemen dal collegamento con il resto dell'impero, le truppe anglo-indiane di Aden ricevettero l'ordine di mantenere le loro posizioni e la richiesta di Stewart dell'invio di un'ulteriore brigata di fanteria con artiglieria d'appoggio venne respinta; la guarnigione di Aden doveva limitarsi a tenere impegnato il maggior numero possibile di nemici con il minor numero possibile di truppe.

### La fine della guerra

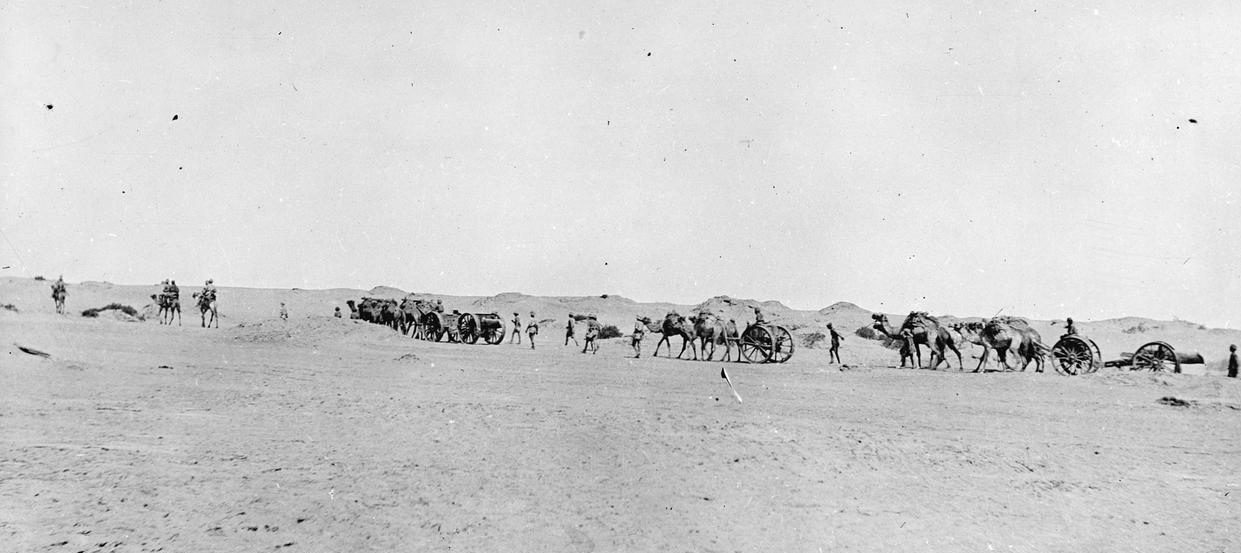
Artiglieria britannica trainata da cammelli sul fronte yemenita nel gennaio 1918

L'andamento generale delle operazioni non mutò nel corso del 1917: nei mesi invernali e primaverili le colonne mobili britanniche andavano a saggiare le linee difensive ottomane e a ingaggiare schermaglie con il nemico, ma nei mesi estivi le temperature torride riducevano le operazioni a solo alcuni pattugliamenti della terra di nessuno tra i due schieramenti; i britannici si dedicarono anche a lavori di miglioramento delle loro vie di comunicazione e della linea ferroviaria tra Aden e Sheikh Othman, in vista di possibili offensive su vasta scala, che però venivano continuamente rimandate a causa della carenza di truppe da destinare al fronte nell'Arabia meridionale. Un elemento di innovazione in questa staticità fu l'arrivo ad Aden, nel giugno 1917, della nave appoggio idrovolanti HMS Raven II: i britannici contavano molto sull'effetto psicologico che gli aerei potevano avere sulle popolazioni locali e le truppe nemiche, ma i bombardamenti condotti dagli idrovolanti della Raven sulle linee turche non ebbero alcun effetto risolutivo. In generale le truppe turche rimasero confinate nei loro trinceramenti, ma senza un massiccio supporto di artiglieria pesante i britannici non potevano neanche tentare di sloggiarle.
La diplomazia britannica tentò in vari modi di tirare dalla parte degli Alleati l'imam zaydita Yahya Muhammad, il cui atteggiamento nei confronti degli ottomani era ambiguo: l'imam infatti non aveva promosso sostanzialmente alcuna azione concreta per aiutare la campagna dei turchi contro Aden, ma non aveva parimenti sollevato alcuna ostilità contro di loro. Gli zayditi yemeniti erano tuttavia in forte contrasto con gli arabi idrisiti di Muhammad ibn Ali, visto che entrambi rivendicavano il possesso delle zone di confine tra Asir e Yemen, il che obbligava i britannici a scegliere quale alleato locale sostenere: nel marzo 1917 il governo di Aden fu quindi autorizzato a versare all'Emirato idriside un sussidio di 7000 sterline al mese per reclutare nuovi sostenitori con cui combattere gli ottomani, mentre Muhammad ibn Ali avviava contatti con vari capi tribù yemeniti per creare i presupposti per una deposizione dell'imam; l'imam rispose in luglio, inviando ad Aden una lettera in cui intimava ai britannici di evacuare l'intero Yemen meridionale all'infuori della stessa Aden.
Tra il settembre 1917 e il febbraio 1918 il fronte di Aden fu animato da una serie di schermaglie, che costarono ai britannici la perdita di 300 uomini, senza per questo ottenere alcun progresso tangibile. Nel frattempo, una conferenza dei vertici britannici in Medio Oriente portò alla formulazione di una nuova proposta di collaborazione con gli zayditi yemeniti, anche perché alla prova dei fatti l'alleanza con l'Emirato idriside non stava producendo risultati concreti e Muhammad ibn Ali stava facendo ben poco per giustificare il sussidio pagatogli da Londra; questa apertura portò, nel maggio 1918, a una nuova lettera dell'imam più accomodante di quella di luglio 1917: in cambio del riconoscimento del dominio britannico su Aden e sul Sultanato di Lahej, Yahya Muhammad chiedeva la garanzia di una non interferenza dei britannici negli affari dello Yemen, oltre a pretendere la fornitura di armi moderne con cui equipaggiare i suoi guerrieri. La replica dei britannici si limitò tuttavia a prendere tempo, visto che la situazione del conflitto con l'Impero ottomano stava mutando a favore degli Alleati.
Nel corso degli ultimi mesi del 1918 le forze ottomane iniziarono a subire una serie di crolli e pesanti sconfitte sui fronti di guerra della Palestina e della Mesopotamia, portando il governo di Costantinopoli ad avviare trattative con gli Alleati, culminate, il 30 ottobre 1918, nella stipula dell'armistizio di Mudros; dal crollo generale sembrarono invece immuni le forze di Ali Sait Akbaytogan nello Yemen, le quali mantennero fermamente le loro posizioni, respingendo proprio in ottobre alcune puntate offensive dei britannici. In questo periodo tuttavia erano le malattie a rappresentare il principale ostacolo per le operazioni anglo-indiane, in particolare dopo che, nel settembre 1918, l'influenza spagnola aveva fatto la sua comparsa anche ad Aden: nel novembre 1918 la colonna mobile britannica di Aden era stata praticamente messa fuori combattimento, dovendo contare 176 morti e 2600 ammalati a causa dell'influenza. La notizia dell'avvenuto armistizio non portò subito a un'interruzione delle ostilità e il colonnello Ali Sait Akbaytogan si rifiutò categoricamente di deporre le armi senza diretti ordini da Costantinopoli; carenti di truppe per forzare la situazione, i britannici dovettero ingaggiare lunghe trattative, sospettando anche che dietro l'intransigenza degli ottomani vi fossero delle manovre dell'imam Yahya Muhammad, intenzionato a convincere quanti più turchi possibile a rimanere al suo servizio come amministratori e soldati. Solo il 6 dicembre il comando turco accettò ufficialmente di deporre le armi e il colonnello Ali Sait Akbaytogan si consegnò ai britannici a Lahej alla testa di 174 ufficiali e 2481 regolari turchi, accompagnati da 221 guerrieri irregolari e 159 donne e bambini locali. La situazione rimase comunque confusa e quando il 13 dicembre truppe anglo-indiane sbarcarono ad al-Hudayda si ritrovarono a dover sostenere un aspro combattimento strada per strada con un miscuglio di soldati turchi e irregolari arabi locali; solo nel marzo 1919 le ultime guarnigione turche nello Yemen deposero le armi e si consegnarono ai britannici, ponendo effettivamente fine alla campagna.

## Conseguenze
La campagna di Aden rappresentò un capitolo minore e secondario del più vasto teatro bellico del Medio Oriente, a sua volta un fronte di secondaria importanza nel più ampio quadro generale della guerra mondiale. Ciò nonostante, la campagna diede comunque un supporto non indifferente allo sforzo bellico del Regno Unito: il mantenimento del possesso di Aden mise in sicurezza le linee di comunicazione imperiali dei britannici, evitando ogni minaccia ai collegamenti navali tra Suez e l'India. Un'offensiva sferrata da Aden per sloggiare i turchi dai territori occupati e magari avanzare nello Yemen avrebbe giovato al prestigio britannico, ma avrebbe richiesto risorse considerevoli e in generale non avrebbe influito più di tanto sull'andamento delle operazioni lungo i principali fronti di conflitto con l'Impero ottomano in Palestina e Mesopotamia; una strategia più redditizia fu quindi quella di impegnare le truppe anglo-indiane in una difesa attiva, al fine di vincolare quante più truppe nemiche possibili senza per questo impegnare vaste risorse maggiormente necessarie altrove.